# Maurens (Gers)
Maurens è un comune francese di 308 abitanti situato nel dipartimento del Gers nella regione dell'Occitania.

## Società

### Evoluzione demografica
Abitanti censiti